# إيزابيل دي لوس أنغيليز روانو
إيزابيل دي لوس أنغيليز روانو (بالإنجليزية: Isabel de los Ángeles Ruano)‏ (3 يونيو 1945، شيكيمولا في غواتيمالا)؛ كاتِبة، صحفية وشاعرة غواتيمالية.